# 兵庫県道299号大沢新東吹線
兵庫県道299号大沢新東吹線（ひょうごけんどう299ごう おおざわしんひがしぶきせん）は、兵庫県丹波篠山市を通る一般県道である。

## 概要
丹波篠山市大沢新から丹波篠山市東吹に至る。
丹南篠山口ICの接続路であり、かつ重要な路線であり、渋滞がよく起こる。

### 路線データ
- 起点：丹波篠山市大沢新（牛ケ瀬交差点、国道176号交点）
- 終点：丹波篠山市東吹（東吹下交差点、兵庫県道36号西脇篠山線交点）
- 総延長：4.061 km

## 地理

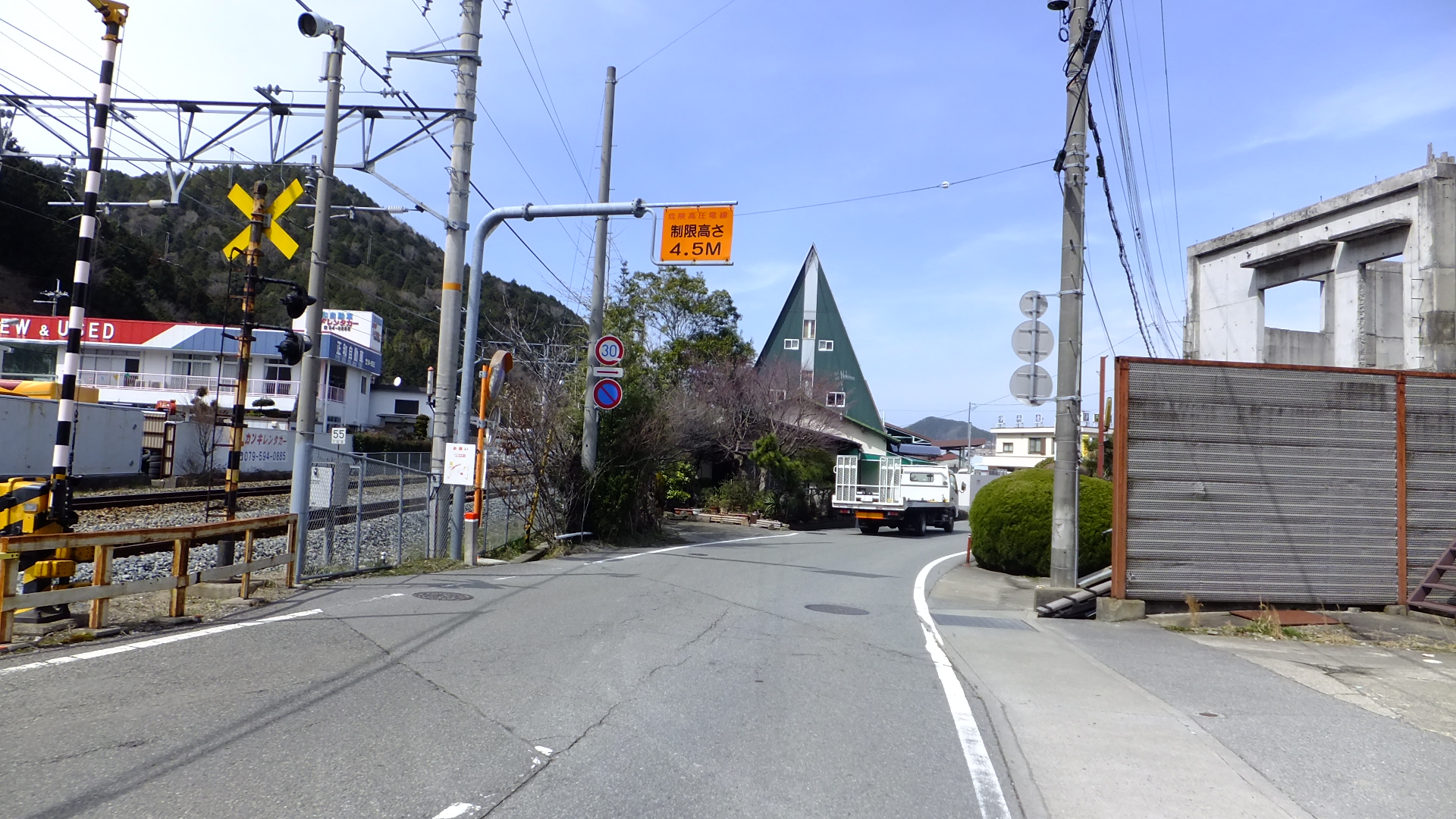
起点付近
兵庫県丹波篠山市牛ヶ瀬で撮影

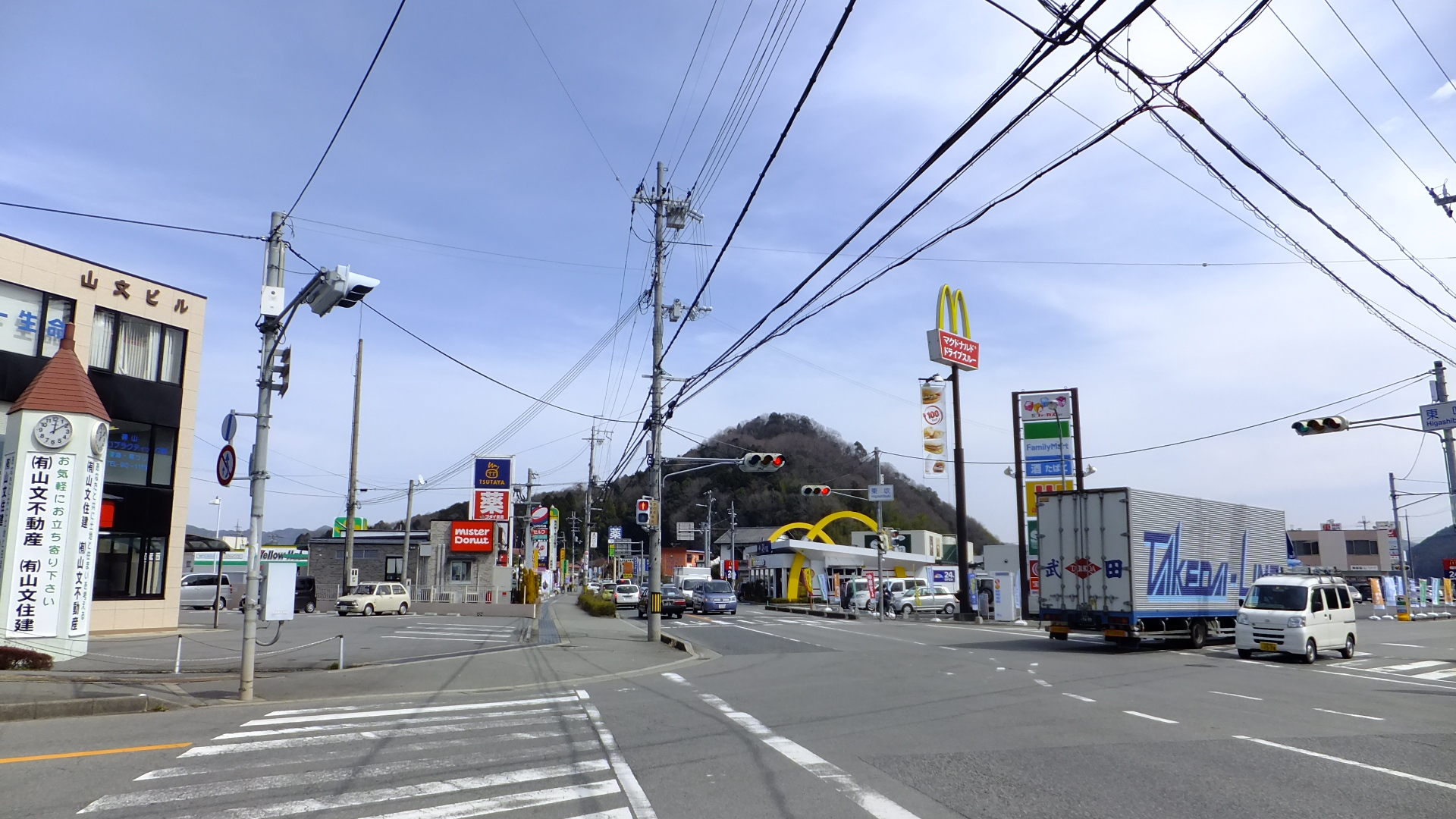
兵庫県道306号池上杉線との交点
兵庫県丹波篠山市東吹で撮影

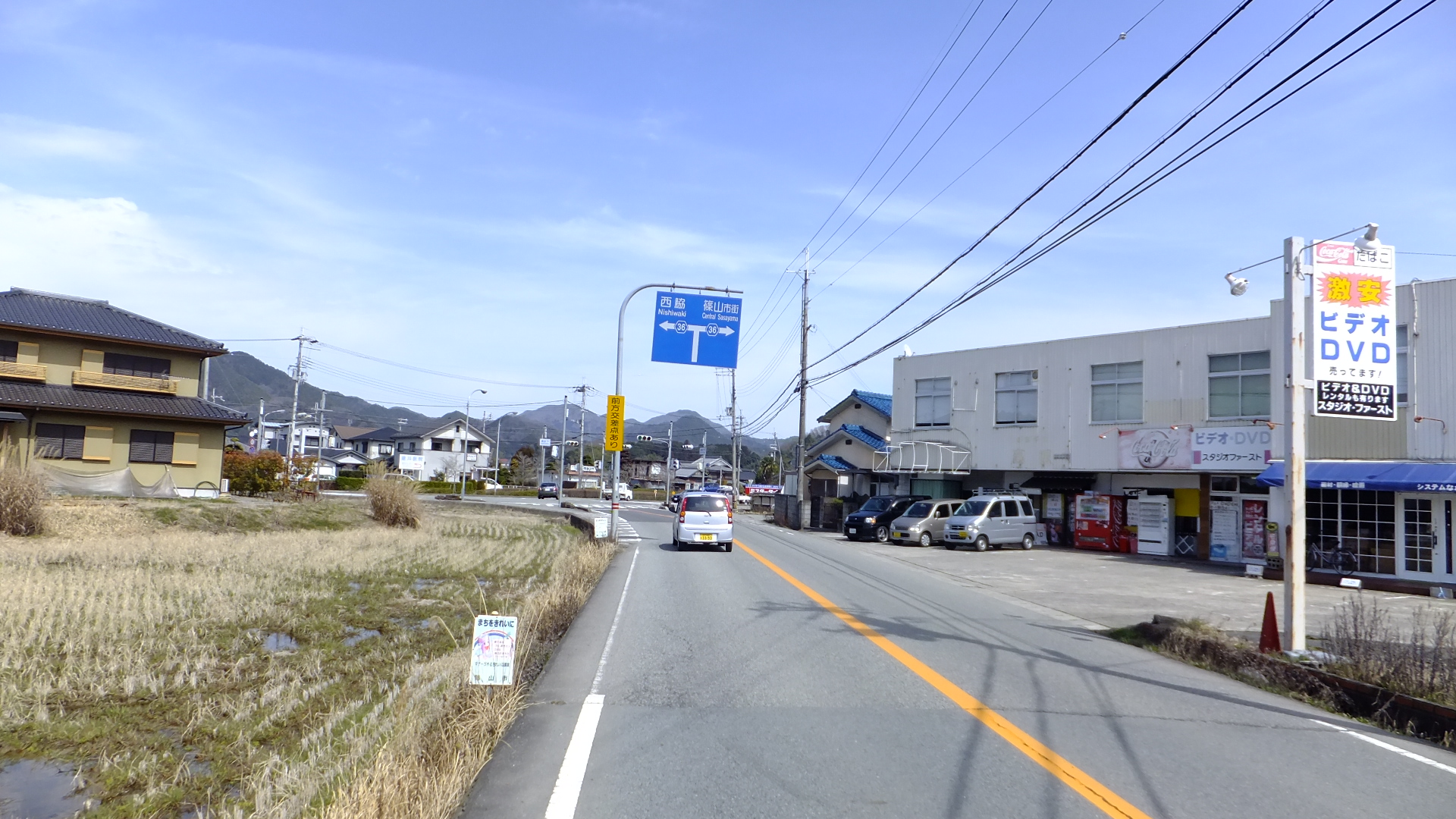
終点付近
兵庫県丹波篠山市東吹で撮影

### 通過する自治体
- 丹波篠山市

### 交差する道路
| 交差する道路                                           | 交差する場所 | 交差する場所 |
| ------------------------------------------------------ | ------------ | --- |
| 国道176号                                              | 大沢新       | 起点 |
| 兵庫県道180号篠山口停車場線                            | 大沢         | 篠山口駅東交差点 |
| 兵庫県道299号大沢新東吹線 / 別線 兵庫県道306号池上杉線 | 東吹         | 東吹交差点 |
| 兵庫県道36号西脇篠山線                                 | 東吹         | 東吹下交差点 / 終点 |
| 別線                                                   |              | |
| E27 舞鶴若狭自動車道 兵庫県道94号丹南篠山口インター線  | 杉           | 丹南篠山口IC南交差点 / 別線起点【北緯35度3分50.5秒 東経135度10分46.4秒 / 北緯35.064028度 東経135.179556度】 2 丹南篠山口IC |
| 兵庫県道299号大沢新東吹線 / 本線 兵庫県道306号池上杉線 | 東吹         | 東吹交差点 / 別線終点【北緯35度3分50.5秒 東経135度11分26.0秒 / 北緯35.064028度 東経135.190556度】                          |

### 交差する鉄道
- 福知山線

### 沿線
- JR西日本福知山線 篠山口駅
- 丹波篠山東吹郵便局